# Massif Rallier du Baty
Le massif Rallier du Baty est un massif de l'île de Grande Terre, île principale de l'archipel des Kerguelen. Il est situé au sud-ouest de la péninsule Rallier du Baty et culmine au mont Henri Rallier du Baty (1 262 m), ce qui en fait le second plus haut massif de l'archipel des Kerguelen après le massif Gallieni (1 850 m au mont Ross). Ses autres sommets principaux sont Le Bicorne (1 202 m), le pic Saint-Allouarn (1 189 m) et le mont Raymond Rallier du Baty (1 166 m). Il compte aussi d'importants glaciers, comme le glacier Arago, le glacier Brunhes, le glacier La Pérouse, le glacier de Plan-Praz, le glacier de l'Infernet et le glacier Blanchard.